# Le Champ-de-la-Pierre
Le Champ-de-la-Pierre is een gemeente in het Franse departement Orne (regio Normandië) en telt 40 inwoners (2009). De plaats maakt deel uit van het arrondissement Alençon.

## Geografie
De oppervlakte van Le Champ-de-la-Pierre bedraagt 4,1 km², de bevolkingsdichtheid is dus 9,8 inwoners per km².
De onderstaande kaart toont de ligging van Le Champ-de-la-Pierre met de belangrijkste infrastructuur en aangrenzende gemeenten.

## Demografie
Onderstaande figuur toont het verloop van het inwonertal (bron: INSEE-tellingen).